# Johnson Falefa

a Compétitions nationales et continentales officielles uniquement.

Dernière mise à jour le 29 décembre 2018.
Johnson Falefa, né le 26 juillet 1989, est un joueur de rugby à XV samoan qui évolue au poste de pilier.

## Biographie
Johnson Falefa commence le rugby alors qu'il a 16 ans à l'école de rugby à Aukland Trialist. Il n'y reste finalement que deux années avant de rejoindre Kelson Hight School, puis à Ponsonby, où, il reste brièvement avant d'intégrer le Centre de formation du Stade toulousain où joue son oncle Census Johnston. Il intègre l'équipe espoir du Stade toulousain et fait ses premières apparitions en équipe professionnelle pendant la saison 2010-2011, notamment lors de la demi-finale de la coupe d'Europe contre le Leinster.
Il fait partie du groupe Champion de France en 2012.
Le 4 janvier 2013, Agen fait savoir qu'il se sépare du pilier pour des raisons disciplinaires.
Le 31 décembre 2014, la Section Paloise, annonce l'arrivée du pilier droit en tant que joker médical après avoir essayé de l'engager pour le début de la saison 2014-2015 .